# Learco Guerra
Pour les articles homonymes, voir Guerra.
Learco Guerra, né le 14 octobre 1902 à San Nicolò Po, province de Mantoue en Lombardie et mort le 7 février 1963 à Milan, est un coureur cycliste italien.

## Biographie
Formidable rouleur, Learco Guerra fut surnommé la « locomotive humaine ». Il sut conquérir le cœur des gens et devint très populaire. Toujours souriant et disponible, il s'opposait, du point de vue sportif, à Alfredo Binda, bien que ce dernier fût en fin de carrière.
Learco Guerra a commencé sa carrière relativement tard, à 26 ans, mais cela ne l'a pas empêché de remplir son palmarès. Il a remporté le championnat du monde sur route en 1931 (disputé sous la forme d'un contre-la-montre de 170 kilomètres), Milan-San Remo en 1933 et le Tour d'Italie en 1934. Il fut le premier porteur du Maillot rose. Créé en 1931, ce symbole du leader du classement général de couleur rose, la couleur des pages du journal La Gazzetta dello Sport qui organise la course, fut endossé par le champion de Mantoue après sa victoire lors de la première étape du 19e Tour d'Italie, courue entre  Milan et Mantoue. 
Son palmarès est riche de 72 victoires et, jusqu'aux années 1970, son record de victoires en une saison est resté invaincu. Une fois le vélo pendu au clou, il se lança dans la carrière de directeur sportif. Il a eu sous ses ordres, notamment, Hugo Koblet et Charly Gaul.

## Hommage
Le 7 mai 2015, en présence du président du Comité national olympique italien (CONI), Giovanni Malagò, a été inauguré  le Walk of Fame du sport italien dans le parc olympique du Foro Italico de Rome, le long de Viale delle Olimpiadi. Cent tuiles rapportent chronologiquement les noms des athlètes les plus représentatifs de l'histoire du sport italien. Sur chaque tuile figure le nom du sportif, le sport dans lequel il s'est distingué et le symbole du CONI. L'une de ces tuiles lui est dédiée .

## Palmarès

### Palmarès année par année
- 1929
  -  Champion d´Italie de demi-fond
  - Vignola-Modène
  - 4e étape du Tour de Campanie
  - 2e de la Coppa San Geo
  - 5e du Tour de Lombardie
- 1930
  -  Champion d´Italie sur route
  - 2e, 13e et 15e étapes du Tour de France
  - 8e et 11e étapes du Tour d'Italie
  - Circuito Monte Berici (contre-la-montre)
  - Predappio-Roma
  - Coppa Caivano
  -  Médaillé d'argent du championnat du monde sur route
  - 2e du Tour de France
  - 3e du Tour de Lombardie
  - 7e de Milan-San Remo
  - 9e du Tour d'Italie
- 1931
  -  Champion du monde sur route
  -  Champion d´Italie sur route
  - 1re, 2e, 7e et 8e étapes du Tour d'Italie
  - Tour de la province de Reggio de Calabre
  - Coppa de la Victoria (contre-la-montre)
  - 2e de Milan-San Remo
- 1932
  -  Champion d´Italie sur route
  - 1re, 4e, 6e, 8e, 9e et 13e étapes du Tour d'Italie
  - Tour de Toscane
  - Tour de Campanie
  - Predappio-Roma
  - 2e du Tour de la province de Milan (avec Costante Girardengo)
  - 4e du Tour d'Italie
  - 5e du championnat du monde sur route
- 1933
  -  Champion d´Italie sur route
  - Milan-San Remo
  - 2e, 6e, 7e, 18e et 23e étapes du Tour de France
  - 1re, 3e et 5e étapes du Tour d'Italie
  - Prix Goullet-Fogler (avec Raffaele Di Paco)
  - 2e du Tour de France
  - 2e du Tour des 2 provinces
  - 3e des Six Jours de Paris (avec Pietro Linari)
- 1934
  -  Champion d´Italie sur route
  - Tour d'Italie :
    -  Classement général
    - 2e, 3e, 4e (contre-la-montre), 5e, 6e, 9e, 10e, 11e, 12e et 14e (contre-la-montre) étapes

  - Tour de Lombardie
  - Tour du Piémont
  - Milan-Modène
  - Rome-Naples-Rome
  - Tour de Campanie
  -  Médaillé d'argent du championnat du monde sur route
- 1935
  - 3e, 4e, 7e, 8e et 10e étapes du Tour d'Italie
  - Milan-Modène
  - Tour de Romagne
  - Tour de Campanie
  - Tour de la province de Milan (avec Fabio Battesini)
  - Tour de Vénétie
  - Six Jours d'Anvers (avec Adolphe Van Nevele)
  - 2e des Six Jours de Paris (avec Giuseppe Olmo)
  - 4e du Tour d'Italie
- 1936
  - Tour de la province de Milan (avec Gino Bartali)
- 1937
  - 9e étape du Tour d'Italie
  - 2e des Six Jours de Paris (avec Raffaele Di Paco)
  - 3e du Tour de la province de Milan (avec Fabio Battesini)
  - 3e des Six Jours de Bruxelles (avec Giuseppe Olmo)
- 1938
  - 2e du Tour de Toscane
  - 3e du Tour de Campanie
- 1942
  -  Champion d´Italie de demi-fond
- 1943
  - 3e du championnat d´Italie de demi-fond

### Résultats sur les grands tours

#### Tour d'Italie
9 participations
- 1929 : 24e
- 1930 : 9e, vainqueur des 8e et 11e étapes
- 1931 : abandon (9e étape), vainqueur des 1re, 2e, 7e et 8e étapes,  maillot rose pendant 2 jours
- 1932 : 4e, vainqueur des 1re, 4e, 6e, 8e, 9e et 13e étapes,  maillot rose pendant 1 jour
- 1933 : abandon (6e étape), vainqueur des 1re, 3e et 5e étapes,  maillot rose pendant 1 jour
- 1934 :  Vainqueur final, vainqueur des 2e, 3e, 4e (contre-la-montre), 5e, 6e, 9e, 10e, 11e, 12e et 14e (contre-la-montre) étapes,  maillot rose pendant 12 jours
- 1935 : 4e, vainqueur des 3e, 4e, 7e, 8e et 10e étapes
- 1936 : abandon (13e étape)
- 1937 : abandon (11eb étape), vainqueur de la 9e étape

#### Tour de France
2 participations
- 1930 : 2e, vainqueur des 2e, 13e et 15e étapes,  maillot jaune pendant 7 jours
- 1933 : 2e, vainqueur des 2e, 6e, 7e, 18e et 23e étapes